# Rag’wŏn
Rag’wŏn (kor. 락원군, Rag’wŏn-gun) – powiat w Korei Północnej, w prowincji Hamgyŏng Południowy. W 2008 roku liczył 60 700 mieszkańców. Graniczy z powiatem Hongwŏn od północy oraz z miastem Hamhŭng od zachodu. Powiat znajduje się nad Morzem Japońskim, określanym w Korei Północnej jako Morze Wschodniokoreańskie. Przez powiat przebiega najdłuższa w kraju 819-kilometrowa linia P’yŏngna, łącząca stolicę Korei Północnej, Pjongjang ze znajdującą się w północno-wschodniej części kraju specjalną strefą ekonomiczną Rasŏn. Lokalna gospodarka opiera się na rybołówstwie. Rolnictwo oparte jest zaś na uprawach kukurydzy.

## Historia
Przed wyzwoleniem Korei spod okupacji japońskiej tereny obecnie konstytuujące powiat wchodziły w skład miejscowości Toejo, należącej do powiatu Hamju. W obecnej formie powstał w wyniku gruntownej reformy podziału administracyjnego w grudniu 1952 roku. W jego skład weszły wówczas tereny należące wcześniej do miejscowości Tongch'ŏn, Tŏksan, Toejo (powiat Hamju), Samho (powiat Hongwŏn), a także 7 wsi ówczesnego miasta Hŭngnam, które dziś stanowi dzielnicę miasta Hamhŭng. Pierwotnie powiat (noszący wówczas nazwę Toejo) składał się z jednej miejscowości (Toejo-ŭp) oraz 23 wsi (kor. ri). Nazwę Rakwŏn (Raj) powiat przyjął we wrześniu 1982 roku.

## Podział administracyjny powiatu
W skład powiatu wchodzą następujące jednostki administracyjne:
| Nazwa jednostki administracyjnej | Rodzaj jednostki administracyjnej | Chosŏn’gŭl   | Hancha       |
| -------------------------------- | --------------------------------- | ------------ | ------------ |
| Rag’wŏn-ŭp                       | miasteczko                        | 락원읍       | 樂園邑       |
| Samho-rodongjagu                 | dzielnica robotnicza              | 삼호로동자구 | 三湖勞動者區 |
| Sadong-ri                        | wieś                              | 사동리       | 寺洞里       |
| Janghŭng-ri                      | wieś                              | 장흥리       | 長興里       |
| Hŭngsŏ-ri                        | wieś                              | 흥서리       | 興西里       |
| Ryŏho-ri                         | wieś                              | 려호리       | 呂湖里       |
| Sŏjung-ri                        | wieś                              | 서중리       | 西中里       |
| Hŭngsang-ri                      | wieś                              | 흥상리       | 興上里       |
| Ch'ŏnjung-ri                     | wieś                              | 천중리       | 天中里       |
| Sep’o-ri                         | wieś                              | 세포리       | 細浦里       |
| Sinp'ung-ri                      | wieś                              | 신풍리       | 新豊里       |
| Songhae-ri                       | wieś                              | 송해리       | 松海里       |
| Sangsong-ri                      | wieś                              | 상송리       | 上松里       |